# Temple Wat Buddhapadipa
Wat Buddhapadipa ou temple Buddhapadipa ( thaï : วัดพุทธปทีป ; RTGS : Wat Phutthapathip; IPA :   [wát.pʰút.tʰá.pà.tʰîːp] ) est un temple bouddhiste thaïlandais (wat) situé à Wimbledon, à Londres. Ce fut le premier temple de ce type à être construit au Royaume-Uni. Il abrite des moines bouddhistes, mais invite les visiteurs de toutes confessions religieuses à observer les lieux et le temple, à condition qu'ils soient respectueux.

## Description
Ses murs extérieurs blancs sont contrastés par les couleurs rouge et or du toit et les décorations des cadres des fenêtres et des portes.
À l'intérieur de la salle du temple, les murs sont recouverts de peintures montrant la vie du Bouddha, de sa naissance à sa mort. Il y a des images de sa naissance à Lumbini (Népal), de son renoncement, de son illumination et enfin de sa mort. Les peintures murales ont été peintes par les artistes Chalermchai Kositpipat et Panya Vijinthanasarn dans un style surréaliste avec des couleurs brillantes qui, à première vue, semblent très différentes de la peinture thaïlandaise classique. Cependant, ils ravivent la tendance retrouvée dans les peintures murales traditionnelles thaïlandaises à situer les épisodes du mythe bouddhiste dans des scènes peuplées de personnages et d'objets de la vie contemporaine. Les peintures murales ont commencé dans les années 1980. Parmi les nombreux personnages des scènes figurent des portraits de Mère Teresa et de Margaret Thatcher, ainsi que des patrons du temple et des artistes eux-mêmes.
La porte principale menant de la salle du sanctuaire est ornée d'un grand tableau représentant le Bouddha en train de méditer pour atteindre l'illumination, juste au-dessus. Sur le côté droit du Bouddha se trouvent les personnages en colère de l'armée de Mara, essayant de perturber le Bouddha et de le distraire d'atteindre l'illumination. 
Dans la pièce se trouve également un grand sanctuaire construit pour le Bouddha. Il y a trois statues du Bouddha dedans; celui du dos est noir, celui du milieu est en or et celui du devant est vert et plus petit que les deux autres. Ces statues sont entourées de bougies et autres décorations.
La propriété comprend également une maison, un étang et plusieurs ponts. Des pancartes sont placées dans les jardins, chaque panneau donnant un message de sagesse à ceux qui s’arrêtent pour les lire.

## Galerie

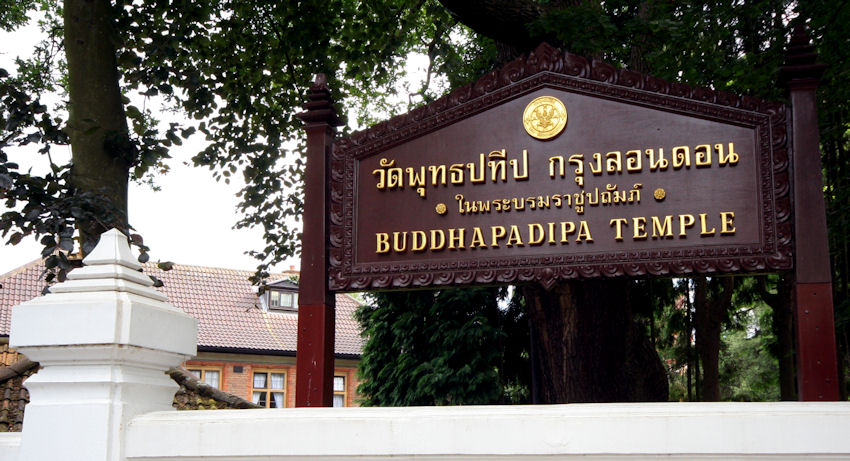
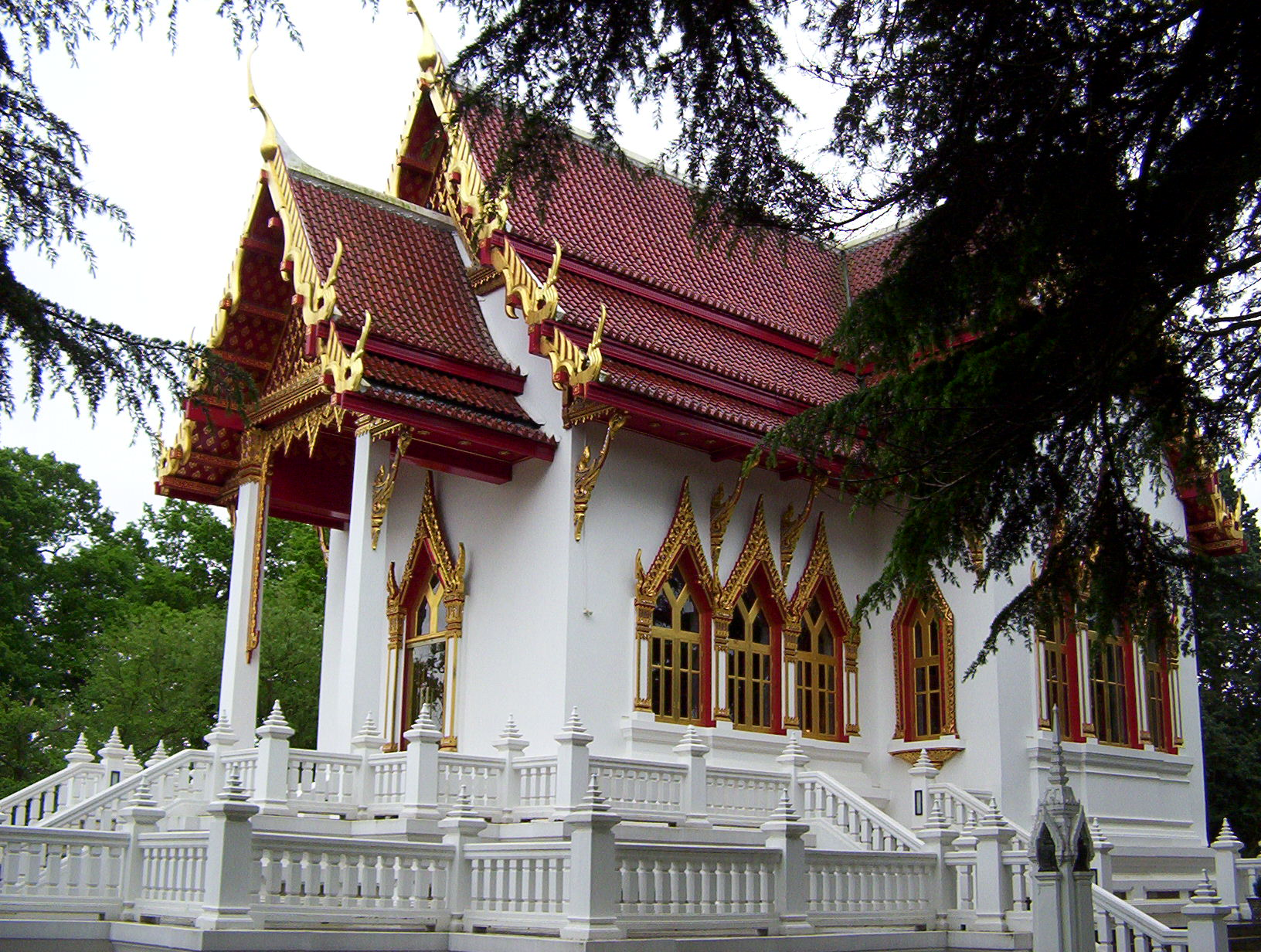
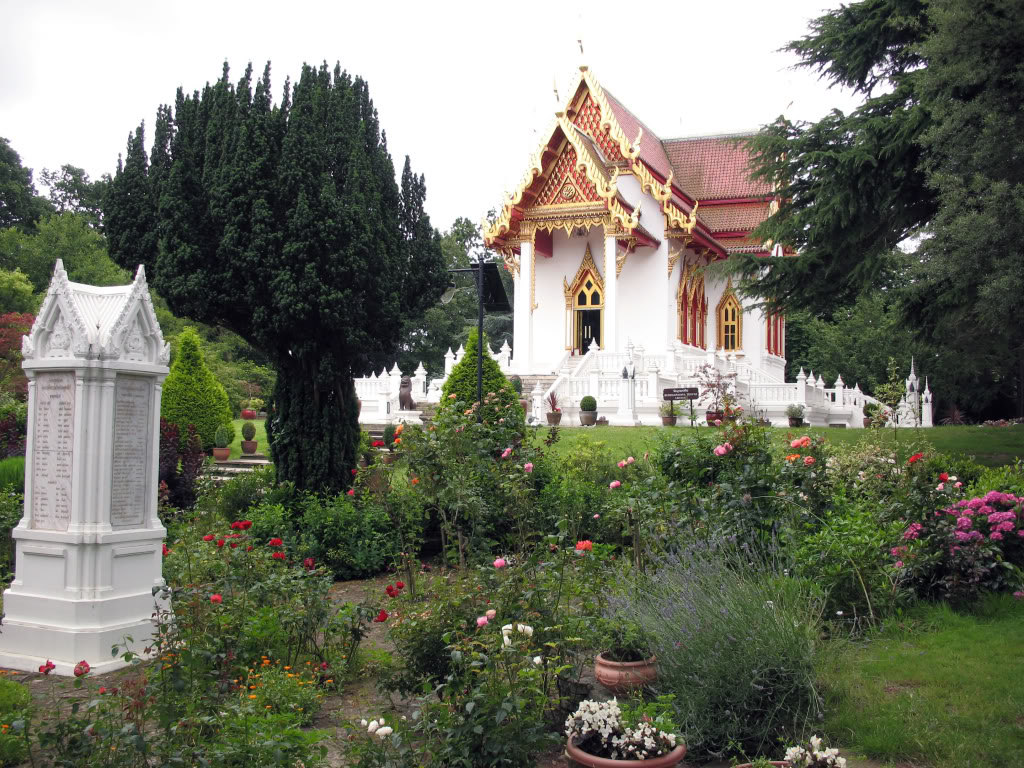
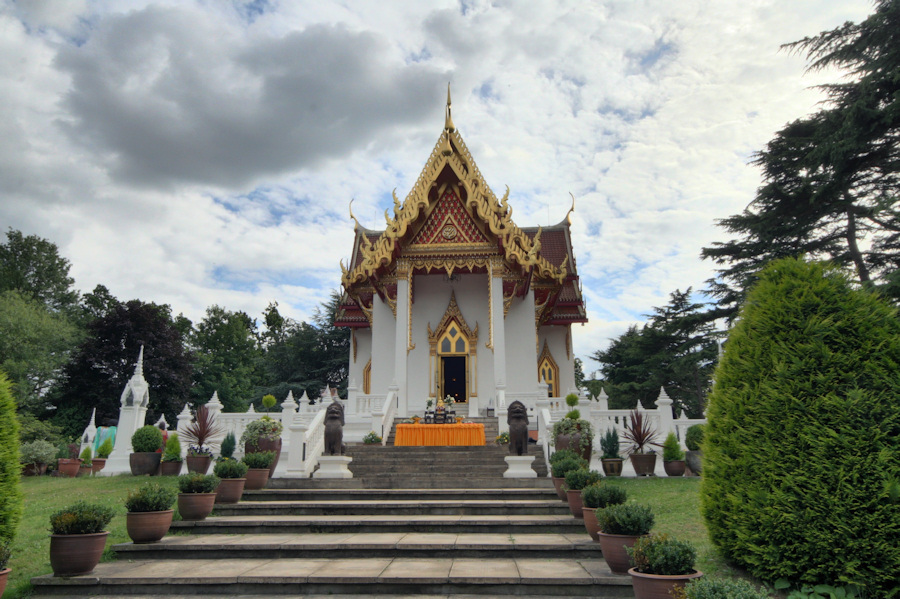